# Nélio Isaac Sarmento

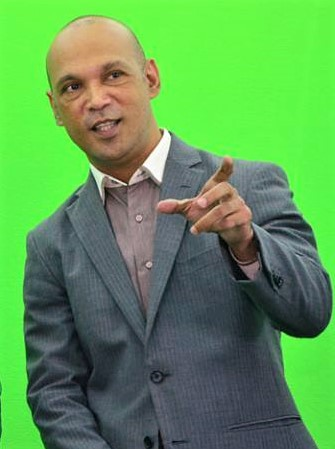
Nélio Isaac Sarmento in einer Greenbox im Fernsehstudio (2017)

Nélio Isaac Sarmento ist ein osttimoresischer Journalist und Politiker. Er ist Mitglied der Partei Congresso Nacional da Reconstrução Timorense (CNRT). Von 2012 bis 2017 war Sarmento Staatssekretär für „Sozialkommunikation“ (portugiesisch Secretário de Estado da Comunicação Social SECOMS, tetum Sekretariu Estadu Komunikasaun Sosial SEKOMS), der auch als Staatssekretär für Medien bezeichnet wird. Von 2018 bis 2020 war er Staatssekretär für Jugend und Sport. 2023 wurde Sarmento Minister für Jugend, Sport, Kunst und Kultur.

## Familie
Nélio Isaac Sarmento stammt aus Manufahi. Er ist ein Kind von Alcina Isaac und Aman Jose Doutel Sarmento. Insgesamt hatte das Paar vier Töchter und acht Söhne. Der Vater war in der portugiesischen Kolonialverwaltung Landwirtschaftsbeamter und unter den Indonesiern Leiter der Landwirtschaftsschule. Die Mutter bestellte die Felder der Familie. Die Familie war sehr gläubig. Der Bruder Arantes Isaac Sarmento ist Administrator von Manufahi (Stand 2022).

## Werdegang
Sarmento absolvierte seine höhere Schulausbildung und Studium im indonesischen Semarang, wie auch seine Brüder Arantes Isaac Sarmento und Jaime da Costa Sarmento  (ein Arzt).
Früher war Sarmento Nachrichtenchef bei Televisão de Timor Leste (TVTL), dem staatlichen Fernsehsender. Am 8. August 2012 wurde er zum neuen Staatssekretär für Medien. In seine Amtszeit fällt die Einrichtung eines Presserates und die Verabschiedung eines Ehrenkodex für Journalisten im Oktober 2013 sowie der Versuch der Regierung ein Mediengesetz im 2014 zu verabschieden, dass Journalisten eine Registrierung abverlangt hätte, was von Nichtregierungsorganisationen als Angriff auf die Pressefreiheit angesehen wurde. Das Oberste Gericht des Landes stoppte das Gesetz als verfassungswidrig.
Sarmento behielt sein Amt auch nach der Regierungsumbildung 2015 unter dem neuen Premierminister Rui Maria de Araújo. Mit Antritt der VII. Regierung 2017 schied Sarmento aus dem Kabinett aus. Die Regierung scheiterte aber und nach den vorgezogenen Neuwahlen 2018 wurde der CNRT wieder Regierungspartei und Sarmento am 22. Juni zum Staatssekretär für Jugend und Sport vereidigt.
Nach Auseinanderbrechen des AMP 2020 wurden die Regierungsmitglieder des CNRT aufgefordert, von ihren Ämtern zurückzutreten. Sarmento kam dieser am 25. Mai nach.
Am 1. Juli 2023 wurde Sarmento in der IX. Regierung von Premierminister Xanana Gusmão zum Minister für Jugend, Sport, Kunst und Kultur vereidigt.